# Anomalepis colombia
Anomalepis colombia là một loài rắn trong họ Anomalepididae. Loài này được Marx mô tả khoa học đầu tiên năm 1953.